# Antonin Larroux

Antonin Larroux, né Antoine Larroux le 3 juin 1859 à Toulouse et mort le 11 février 1937 à Montmorency (Val-d'Oise), est un sculpteur français.

## Biographie
Larroux étudie auprès d'Henry Maurette, Jean-Antoine-Marie Idrac et Alexandre Falguière. Il expose au Salon des artistes français, dont il devient membre en 1906. Il reçoit une mention honorable en 1887.
Antonin Larroux meurt en 1937.

## Œuvre
Sa Nymphe au dauphin du Square des Batignolles à Paris disparait sous l'occupation.

Œuvres d'Antonin Larroux
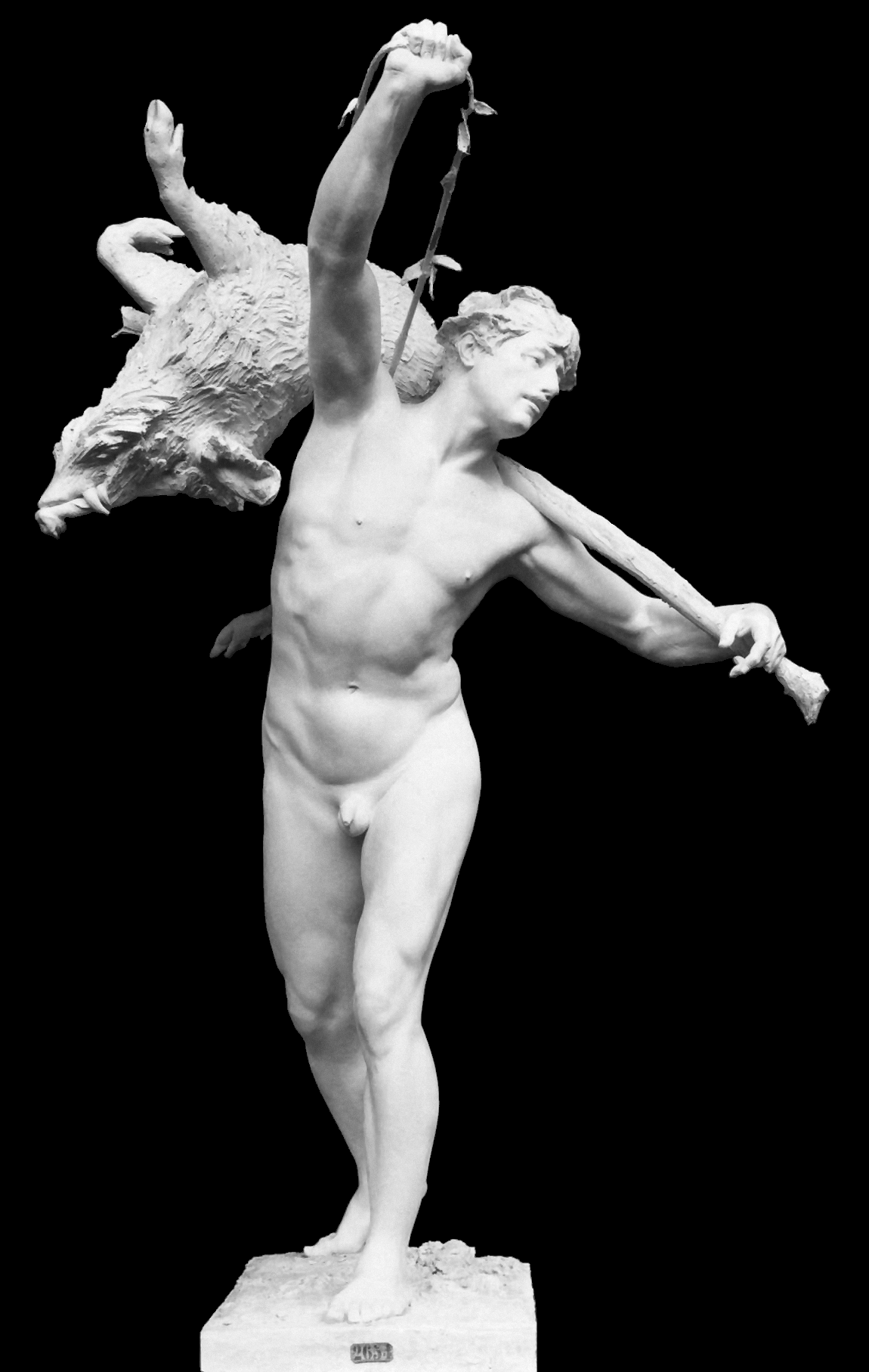
Retour de la chasse au sanglier (Salon de 1891), plâtre.
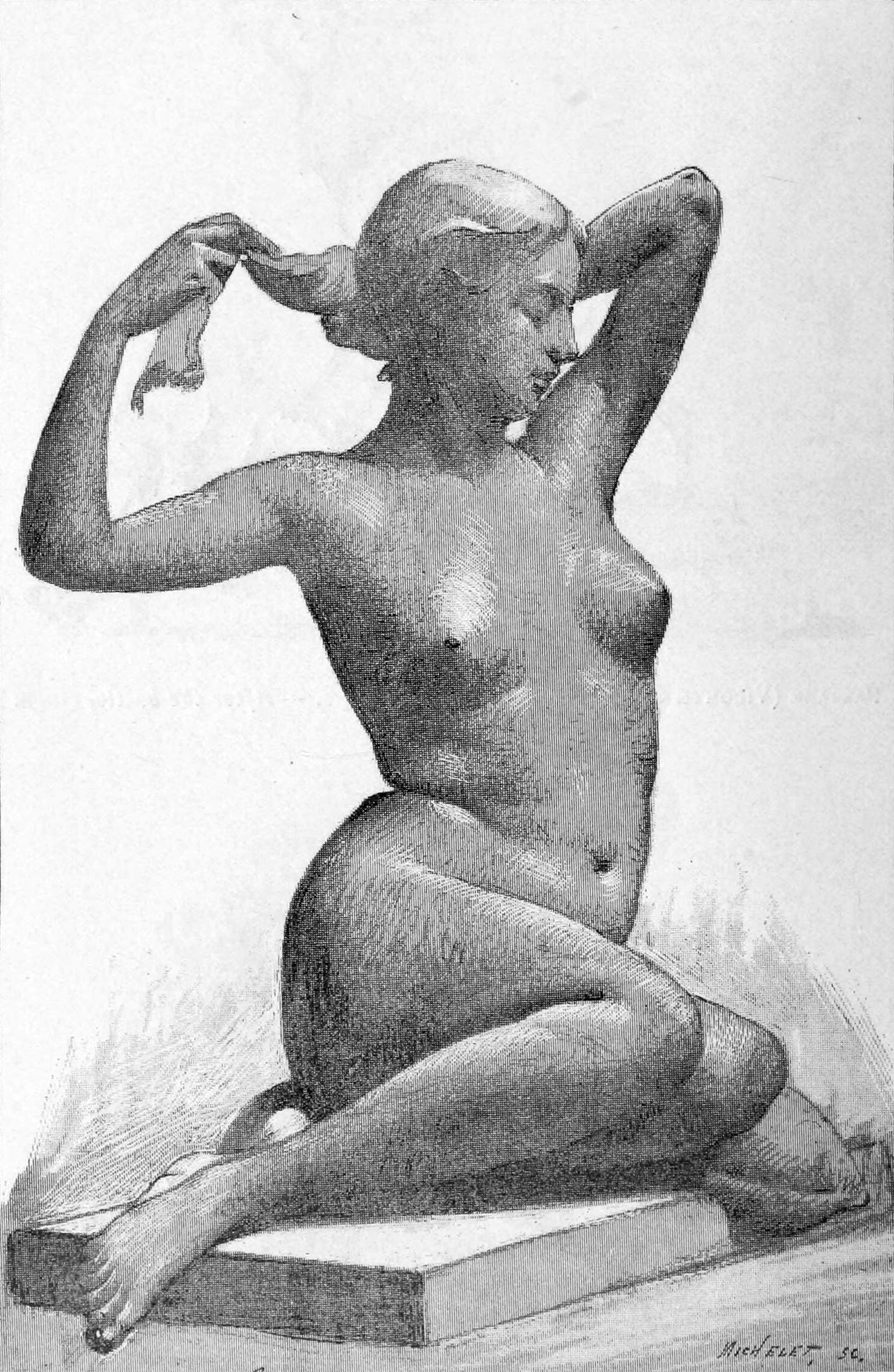
Première toilette (Salon de 1893).
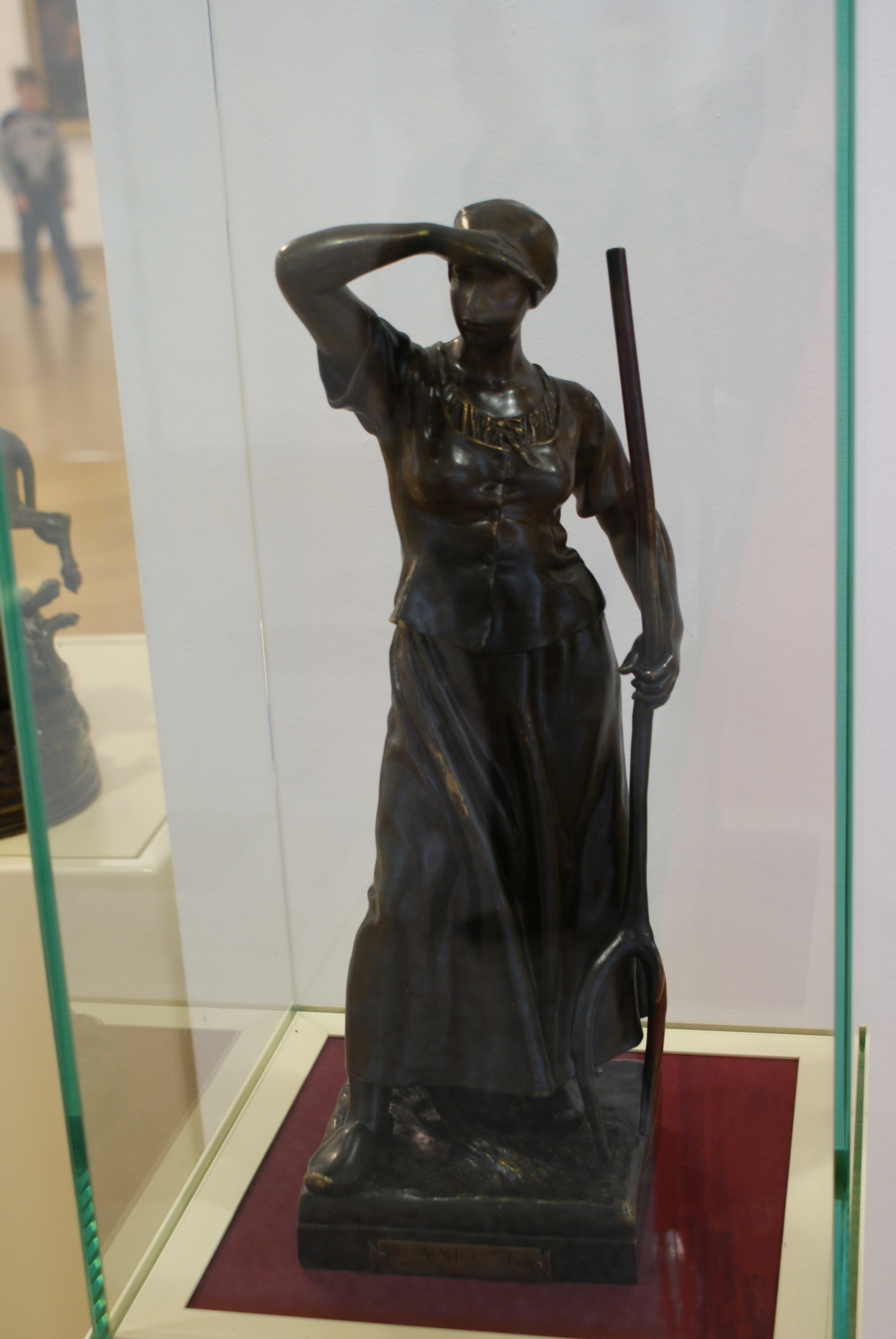
Paysanne à la fourche (1906), bronze, Minsk, musée national des Beaux-Arts de Biélorussie.